# Оранжерија
Оранжерија (фр. orangerie) била је просторија или наменска зграда на поседима модерних резиденција северне Европе од 17. до 19. века где су стабла поморанџе и другог воћа била заштићена током зиме, као веома велики облик стаклене баште.
Оранжерија је пружала луксузно проширење нормалног опсега и сезоне дрвенастих биљака, продужавајући заштиту коју је пре тога дуго времена пружала топлота која се нудила са зидова вртова. Током 17. века, воће попут поморанџе, нара и банана стизало је у огромним количинама у европске луке. Пошто ове биљке нису биле прилагођене оштрим европским зимама, измишљене су оранжерије да их заштите и подржавају њихов раст. Висока цена стакла учинила је оранжерије статусним симболом који показује богатство и луксуз. Постепено, због технолошког напретка, оранжерије су постале више класична архитектонска структура која је побољшала лепоту баште на имању, а не просторија која се користи за зимовање биљака.
Оранжерија је настала из ренесансних вртова Италије, када је технологија израде стакла омогућила да се произведу довољна пространства прозирног стакла. На северу, Холанђани су предњачили у развоју пространства са прозорским стаклом у оранжеријама, иако су гравуре које илуструју холандске приручнике приказивале чврсте кровове, било да су са гредама или засвођени, и обезбеђивање топлоте пећима уместо отворене ватре. Ово је убрзо створило ситуацију у којој су оранжерије постале симболи статуса међу богатима. Застакљени кров, који је давао сунчеву светлост биљкама које нису биле у стању мировања, развијен је у раном 19. веку. Оранжерија у Дирам Парку у Глостерширу, која је имала кров од шкриљца када је првобитно изграђена око 1702. године, добила је застакљени око сто година касније, након што је Хемфри Рептон приметио да је тамна; иако је саграђена да сачува поморанџе, у модерно доба увек се звала једноставно "стакленик".
Orangerie из 1617. (сада Музеј Оранжерије) код палате Лувр инспирисала је имитације које су кулминирале у највећој европској оранжерији, Версајској оранжерији. Дизајнирао ју је Жил Арден-Мансар за 3.000 стабала поморанџе Луја XIV у Версају, њене димензије од 155 x 13 м, нису биле премашене све до развоја модерног стакленика 1840-их и брзо су биле у сенци стаклене архитектуре Џозефа Пакстона, дизајнера Кристалне палате из 1851. године. Његов „велики конзерваторијум“ у Чатсворт Хоусе-у био је оранжерија и стаклена кућа монументалних пропорција.
Оранжерија, међутим, није била само стакленик, већ симбол престижа и богатства и баштенска карактеристика, на исти начин као летњиковац или „грчки храм“. Власници би тамо водили своје госте у обиласке како би се дивили не само плодовима изнутра већ и архитектури споља. Често је оранжерија садржавала фонтане, пећине и простор за забаву по лошем времену.

## Најранији примери
Већ 1545. у Падови, Италија, изграђена је оранжерија. Прве оранжерије су биле практичне и не тако украсне као што су касније постале. Већина није имала грејање осим отворених ватри.

У Енглеској је Џон Паркинсон представио оранжерију читаоцима свог Paradisus in Sole (1628), под насловом „Поморанџе”. Дрвеће је сађено уз зид од цигле и зими ограђено даскама прекривеном воштаним материјалом, за шта се мислило да је згодније од алтернативе:
У ту сврху, неки их држе у великим четвртастим кутијама, и подижу их тамо-амо гвозденим кукама са стране, или дају да се вуку рамовима, или малим точковима испод њих, да би их поставили у кућу или затворену галерију.
Изградња оранжерија постала је најмодернија након завршетка Осамдесетогодишњег рата 1648. године. Земље које су започеле овај тренд биле су Француска, Немачка и Холандија, које су биле земље које су виделе да су трговци почели да увозе велики број стабала поморанџе, биљака банана и нара како би их гајили због лепоте и мириса.

## Грађевински материјал
Оранжерије су углавном грађене према југу како би се искористила максимална могућа светлост. Такође су имале велике, високе прозоре како би максимизирале расположиву сунчеву светлост у поподневним сатима, са зидовима окренутим према северу изграђеном без прозора од веома тешке чврсте цигле, или понекад са много мањим прозорима да би собе биле топле. Изолација је у то време била једна од највећих брига при изградњи ових оранжерија, слама је постала главни материјал који се користио, а многе су имале дрвене капке постављене како би се задржала топлота. Рани пример такве конструкције може се видети у Кенсингтонској палати, која је такође имала подно грејање.
Савремене домаће оранжерије се такође обично граде од камена, цигле и тврдог дрвета, али развој стакла, других материјала и технологија изолације произвео је одрживе алтернативе традиционалној градњи. Главна разлика у односу на стакленик је у изградњи његовог крова – стаклена башта ће имати застакљено више од 75 одсто крова, док ће оранжерија имати мање од 75 одсто застакљења. Кућне оранжерије такође обично имају кровну лантерну. Побољшани дизајн и изолација су такође довели до све већег броја оранжерија које се не граде окренуте према југу, већ користе технике максимизирања светлости како би се максимално искористила доступна природна сунчева светлост.

## Ране оранжерије
Први примери су биле основне конструкције и могле су се уклонити током лета. Не само племићи, већ и богати трговци, на пример они из Нирнберга, узгајали су агруме у оранжеријама. Неке оранжерије су изграђене користећи баштенски зид као главни зид, али како су оранжерије постајале све популарније, почеле су да постају све више под утицајем дизајнера баште и архитеката, што је довело до везе између куће и архитектонског дизајна оранжерије. На то је додатно утицала повећана потражња за прелепим егзотичним биљкама у башти, које би се могле узгајати и чувати у оранжеријама.
Ово је створило повећану потражњу за дизајном баште за богате да имају сопствене егзотичне приватне баште, што је додатно подстакло статус оранжерије која постаје још више симбол елите. Ово је заузврат створило потребу да се оранжерије граде коришћењем још бољих техника као што су подно грејање и могућност отварања прозора на крововима ради вентилације. Стварањем микроклиме за размножавање све више егзотичних биљака, приватне баште су постајале креације лепоте широм Европе.

## Континентална Европа

### Аустрија
- Белведере, Беч
- Шенбрун, Беч

### Француска
- Версајска оранжерија, у вртовима Версајске палате
- Стразбур, парк Оранжерије
- Палата Тиљерије: Музеј Оранжерије, Париз

### Белгија
- Лекен, оранжерија краљевског замка Лекен (око 1820.)

### Немачка
- Вајмар, Оранжерија Белведере
- Дизелдорф-Бенрат, Оранжерија
- Фулда, Оранжерија
- Гера, Оранжерија и "Кухињски врт"
- Хановер, део врта Херенхаусен
- Инголштат, Оранжерија у Хардерштрасе 10
- Касел, Оранжерија
- Олденбург, Кућа кактуса
- Филипстал, Оранжерија
- Потсдам, Палата Оранжерија
- Шверин, замак Шверин, Оранжерија
- Бронбах опатија у Вертхајму на Мајни

### Италија
- Палата Венарија, Цитронерија (Оранжерија, изградио Филипо Јувара)

### Пољска
- Варшава, Стара Помаранџарнија (Стара оранжерија; изграђена 1786–1788) и Нова Помаранџарнија (Нова оранжерија; изграђена 1860) у Краљевском парку Лазенки

### Русија
- Петерхоф, Bolshaya Kamennya Oranzhereya
- Царско село, Bolshaya Oranzhereya (1762, 1820)
- Кусково, Москва, Оранжереја

### Шведска
- Линеанум, Botaniska trädgården (Упсала) – Оранжерија, Ботаничка башта, Универзитет Упсала 1787.
- Linnéträdgården, Упсала 1655.
- Оранжерија, замак Финспанг 1832.
- Нинес Слот, имање (замак) и оранжерија, Нинес
- Bergianska trädgården, Стокхолм, сада се користи као ресторан

## Велика Британија и Ирска
Оранжерија изграђена поред Кенсингтонске палате, за коју се верује да је дизајнирао Николас Хоксмур, изграђена је између 1704. и 1705. године.
Оранжерију у Краљевској ботаничкој башти, Кју, дизајнирао је 1761. Сер Вилијам Чемберс и једно време је била највећи стакленик у Енглеској.
Оранжерија у Маргам Парку, Велс, саграђена је између 1787. и 1793. да би се у њој сместила велика колекција стабала поморанџе, лимуна и цитрона које је наследио Томас Менсел Талбот. Оригинална кућа је срушена, али је преживела оранжерија, са 100 м је најдужа у Велсу.
Оранжерија која датира око 1700. године налази се у Кенвуд Хаусу у Лондону, а нешто раније у Монтакуту. Остале оранжерије су у рукама Националног фонда и укључују: Хам хаус - Ричмонд, Ханбури Хол - Вустершир, Икворт Хаус - Сафок, и др.
Године 1970. Виктор Монтагју је направио оранжерију у својим формалним италијанским баштама у Мапертону, Дорсет.
Оранжерија из средине 19. века у Нортон Холу у Шефилду у Енглеској је претворена у станове.
У Ирској, оранжерије су изграђене у Килрудери Хаусу и Лагкру Хаусу.

## Америка

### 18. век
У Сједињеним Државама, најранија делимично нетакнута преживела оранжерија налази се у седишту породице Тејло, Маунт Ери, али је данас зарасла рушевина, која се састоји само од једног главног зида и делова темеља осталих. Срушена оранжерија се такође може видети у баштама Ејр Хола у округу Нортемптон, у Вирџинији.
Најстарија позната оранжерија у Америци може се видети у Вај Хаусу, у близини Тунис Милса (Истон), у Мериленду. Градитељ, Едвард Лојд IV се оженио Елизабет Тејло, ћерком Џона Тејлоа II, који је градио горе поменуту Маунт Ери. Ова оранжерија се налази иза главне куће и састоји се од велике отворене собе са два мања крила која су додата у неком тренутку након почетне изградње. Зид окренут према југу састоји се од великих прозора. Према садашњем становнику, госпођи Тилгман (потомак породице Лојд), служила је као соба за билијар за породицу. Ова плантажа је такође позната по томе што је била дом Фредерика Дагласа као младог дечака - роба.
Џорџ Вашингтон је дизајнирао и изградио оранжерију за свој дом у Маунт Вернону у Вирџинији. Дизајнирана је у џорџијанском стилу архитектуре и стоји северно од виле окренута према горњој башти. Завршена 1787. године, то је једна од највећих зграда на имању Маунт Вернон. Вашингтон је тамо узгајао стабла лимуна и поморанџе и саго палме. Његови савременици сматрали су је амбициозном структуром; главна просторија је имала засвођени плафон за циркулацију ваздуха и уграђено зрачење из низа димних канала испод пода. Првобитни стакленик је изгорео 1835. године, али је поново изграђен на истом месту 1951. по оригиналним плановима.

### 19. век
Имање Дамбертон Оукс у Вашингтону укључује и оранжерију изграђену 1810. године која се сада користи за смештај гарденија, олеандера и цитруса током зиме.
Још једна оранжерија се налази на Националном историјском месту Хамптон у близини Таусона, у Мериленду. Првобитно изграђена 1820. године, била је део једне од најобимнијих колекција стабала цитруса у САД до средине 19. века. Садашња структура је реконструкција изграђена 1970-их да би заменила оригинал, који је изгорео 1926. године.
Оранжерија на историјском локалитету Батерси у Питерсбургу, у Вирџинији, тренутно је у рестаурацији. Првобитно изграђена између 1823. и 1841. године, касније је претворена у гаражу.
У касном 19. веку, Флоренс Вандербилт и супруг Хамилтон Твомбли изградили су оранжерију на свом имању Флорхам, а сада се налази у кампусу Флорхам Универзитета Ферли Дикинсон.

### 20. век
Оранжерија у стилу 18. века изграђена је 1980-их у ботаничкој башти Тауер Хил у Бојлстону у Масачусетсу.